# Turraea ghanensis
Turraea ghanensis är en tvåhjärtbladig växtart som beskrevs av J.B. Hall. Turraea ghanensis ingår i släktet Turraea och familjen Meliaceae. Inga underarter finns listade i Catalogue of Life.